# Vilhelm Petersen (1852–1939)
Vilhelm Petersen, född 2 mars 1852 i Köpenhamn i Danmark, död 2 juni 1939, var en dansk skådespelare och textförfattare. 
Petersen scendebuterade som skådespelare vid Helsingør Teater 1879. Han var därefter verksam vid flera olika landsortsteatrar. Tillsammans med Carl Wulff startade han sommarrevyer. Han övertog teatern på Tivoli 1884 och fick en stor framgång med sin första revy. Han drog sig bort från scenen och teaterchefskapet 1911, men återkom som ledare för Vinterpaladset på Tivoli 1915. Vid sidan av teatern skrev han texter och pjäser under pseudonymen Peter Vilh.

## Filmografi
- 1921 – Blade af Satans bog
- 1925 – Du skal ære din hustru